# Trujillanos FC
Trujillanos Fútbol Club är en fotbollsklubb från staden Valera i Venezuela. Klubben bildades den 25 augusti 1981 och gjorde debut i den högsta divisionen, Primera División de Venezuela, säsongen 1989/1990. Trujillanos tog sin första nationella titel när man vann Copa Venezuela 1992 och 2010 lyckades Trujillanos vinna Copa Venezuela återigen. Klubben deltog för första gången i en internationell turnering 2005 när laget spelade i Copa Sudamericana, där de åkte ut i den andra omgången mot Atlético Nacional från Colombia.